# Marcel Schmelzer
Marcel Schmelzer (Magdeburgo, 22 de janeiro de 1988) é um ex-futebolista alemão que atuava como lateral esquerdo. Seu único clube foi o Borussia Dortmund.
Estreou pela Seleção Alemã principal em 17 de novembro de 2010 em partida amistosa ante a Suécia. Compôs o elenco alemão na Eurocopa de 2012. Convocado para a Copa do Mundo FIFA de 2014, foi cortado devido a lesão no joelho. Seu companheiro de equipe no Borussia, Erik Durm, o substituiu.

## Títulos
Borussia Dortmund
- Campeonato Alemão: 2010–11, 2011–12
- Copa da Alemanha: 2011–12, 2016–17, 2020–21
- Supercopa da Alemanha: 2013, 2014, 2019

Seleção Alemã Sub-21
- Campeonato Europeu Sub-21: 2009